# Protesta de las mantas
La protesta de las mantas fue parte de un movimiento de protesta enmarcado en el Conflicto de Irlanda del Norte, como parte de una campaña de cinco años de duración, llevada a cabo por prisioneros del IRA Provisional y el INLA encerrados en la prisión de Maze (también conocida como "Long Kesh") en Irlanda del Norte. 
La protesta se inició por la eliminación progresiva, a partir del 1 de marzo de 1976, del estatus de "presos políticos" (la denominada "categoría especial") a los prisioneros republicanos. Entre otras cosas, ello significaba que desde ese momento debían usar los uniformes de la prisión como presos comunes. Los prisioneros se negaron a aceptar dichos cambios, rehusando llevar el uniforme de la prisión.

## Precedentes
Los presos de organizaciones terroristas habían sido tratados como presos comunes hasta julio de 1972, cuando se introdujo la "categoría especial" (Special Category Status) tras una huelga de hambre de cuarenta prisioneros del IRA liderada por el veterano preso republicano Billy McKee. Ese estatus "político" significaba en la práctica que los presos eran tratados como prisioneros de guerra; por ejemplo, no tenían que llevar uniforme ni realizar trabajos en la prisión.
En 1976, como parte de la política denominada de "criminalización", el Gobierno Británico acabó con la categoría especial para los prisioneros paramilitares de Irlanda del Norte. Dicha política se introdujo no para los ya convictos sino para los que cayeran presos tras el 1 de marzo de ese año. El final de la consideración de "políticos", además de un golpe propagandístico, implicaba un serio desafío, dentro de las propias prisiones, a la autoridad de los líderes de los presos. 
La inminente desaparición de la categoría empezó a causar roces entre los presos y los funcionarios de prisiones. En abril, el IRA asesinó a Patrick Dillon, el primero de los dieciocho funcionarios de prisiones asesinados durante los cinco años que duró la protesta.

## La protesta
La protesta comenzó el 14 de septiembre de 1976, cuando el recién condenado Kieran Nugent se negó a usar el uniforme de la prisión. Nugent había sido internado en Long Kesh en 1975, pero fue detenido en mayo de 1976 y fue condenado a tres años de prisión, tras haber sido declarado culpable de posesión de armas y del secuestro de un coche. En 1985, Nugent concedió una entrevista en la que describía su llegada a los recién construidos bloques-H del complejo de la prisión:

Me llevaron directamente a los bloques. Celda 17, ala D H1 o H2. Me desnudaron y golpearon. Los funcionarios que me conocían dijeron: "Nosotros somos los jefes ahora. No hay oficiales al cargo aquí ". Uno me dijo: '¿Qué talla de cintura y de hombros tienes? Le pregunté '¿Para qué? y me dijo 'Para un uniforme ". Le dije: 'Tienes que estar bromeando'. Yo era el único en el bloque-H. Me arrastraron a la celda. Davy Long (uno de los guardias) quería llegar a un acuerdo. Sugirió que podría llevar mis zapatos y mis pantalones si me ponía una camisa de la prisión. Me reí. Cerró con llave la puerta. Me acosté en el suelo toda la noche sin colchón, mantas o cualquier otra cosa. Para ser justos, el calor era razonable y me dormí.

A Nugent le dieron una manta el segundo día, que usó para vestirse; sólo llevó el uniforme de prisión una vez en una visita de su madre, para avisarle de que no volvería a verle durante su período en prisión pues para ello querrían obligarle a ponerse el uniforme de nuevo.

Si quieren que me ponga el uniforme de los presidiarios tendrán que clavármelo a la espalda.

Otros presos recientemente condenados se uneron a la protesta; al principio se les permitió llevar mantas durante la gimnasia, pero con el tiempo se les ordenó dejarlas en sus celdas al salir. Como las normas de la prisión obligaban a llevar el uniforme para salir de la celda, los presos quedaron encerrados indefinidamente en ellas. El director de la prisión intentó que se pusieran el uniforme cada dos semanas, pero los presos lo rechazaron. Como resultado de su negativa, durante tres días se les retiraba todo el mobiliario de sus celdas y se les servía una dieta sólo consistente en té sin leche, sopa aguada y pan. La negativa a cumplir con las reglas de la prisión llevaba un castigo adicional, la pérdida de los beneficios por buen comportamiento, que suponían la reducción de la condena en un cincuenta por ciento a cambio de un buen comportamiento. Los presos tenían derecho a cuatro visitas de amigos o familiares al mes, tres de ellas sujetas a su buen comportamiento y la última obligatoria. Los que protestaban automáticamente perdían las tres primeras visitas, y su negativa a usar el uniforme de la prisión significaba perder la cuarta. Todo ello reducía su comunicación con el exterior a una carta censurada recibida y otra enviada al mes; tras algunos meses algunos presos se comprometieron a llevar uniforme para las visitas con el fin de mantener el contacto con sus líderes fuera de la prisión. 
Como resultado de la campaña de asesinatos del IRA contra los funcionarios de prisiones, las relaciones entre los presos y la cárcel oficiales eran muy tensas. En marzo de 1978 algunos presos se negaron a abandonar sus celdas para ducharse o usar el baño a causa de los ataques de funcionarios que se producían en las duchas, y se les proporcionaron lavabos en sus celdas. Los prisioneros pidieron que se instalaran duchas, y al ser rechazada su solicitud se negaron a utilizar los lavabos.
En 1978 había ya una cifra en torno a los trescientos prisioneros y prisioneras secundando la protesta.

## Protestas asociadas

### "Protesta sucia"
A finales de abril de 1978 se produjo una pelea entre un preso y un funcionario de prisiones en bloque 6. El prisionero fue llevado a régimen de aislamiento, y corrió el rumor por el ala de que el prisionero había sido golpeado muy duramente. Los prisioneros respondieron rompiendo los muebles en sus celdas, y las autoridades penitenciarias respondieron retirando el mobiliario restante de las celdas, dejando únicamente mantas y colchones. Los prisioneros respondieron negándose a salir de sus celdas, y como resultado, los funcionarios de prisiones no podían limpiarlas. Esto dio lugar a que la "protesta de las mantas" escalase hasta la denominada "protesta sucia", en la que los prisioneros acumulaban excrementos en sus celdas, manchando en ocasiones con ellos las paredes.

### Huelgas de hambre
El 27 de octubre de 1980, los miembros del IRA Brendan Hughes, Tommy McKearney, Raymond McCartney, Tom McFeeley, Sean McKenna y  Leo Green y el miembro del INLA John Nixon iniciaron una huelga de hambre destinada a restablecer el estatus político de los presos terroristas, estableciendo cinco exigencias:
- Derecho a no usar un uniforme de la prisión.
- Derecho a no hacer el trabajo penitenciario.
- Derecho de libre asociación con otros presos, y derecho a organizar actividades educativas y recreativas.
- Derecho a una visita, una carta y un paquete a la semana.
- Devolución completa de las remisiones de condena perdidas debido a la protesta.

Pronto se les unieron tres reclusas de la prisión de Armagh, y ya en diciembre otros veintitrés presos. Después de una huelga de hambre de cincuenta y tres días para los primeros que la iniciaron, en los que McKenna llegó a entrar en varias ocasiones en coma, estando a punto de morir, el gobierno pareció reconocer las cinco demandas de los presos. Con la propuesta de acuerdo en tránsito hacia Belfast, Hughes tomó la decisión de salvar la vida de McKenna y poner fin a la huelga el 18 de diciembre.
En enero de 1981 se hizo evidente que las demandas de los presos no habían sido concedidas. El 4 de febrero, los prisioneros emitieron un comunicado diciendo que el gobierno británico había fallado al resolver la crisis y declaró su intención de comenzar una nueva huelga de hambre. La huelga se inició el 1 de marzo, cuando Bobby Sands se negó a comer, y terminó el 3 de octubre. Diez hombres, entre ellos el propio Sands, murieron a causa de la huelga. Dos días más tarde, el nuevo secretario para Irlanda del Norte, James Prior, anunció una serie de cambios en la política penitenciaria. Entre ellos, se permitiría llevar a todos los presos paramilitares su propia ropa en todo momento.